# Hornillos de Eresma
Hornillos de Eresma (appelée Hornillos jusqu'en 1991) est une commune de la province de Valladolid dans la communauté autonome de Castille-et-León en Espagne.

## Sites et patrimoine
- Église San Miguel.